# Бранчвил (Вирџинија)
Бранчвил (енгл. Branchville) град је у америчкој савезној држави Вирџинија. По попису становништва из 2010. у њему је живело 114 становника.

## Демографија
Према попису становништва из 2010. у граду је живело 114 становника, што је 9 (7,3%) становника мање него 2000. године.
| Група             | 2000.      | 2010.      |
| Белци             | 83 (67,5%) | 85 (74,6%) |
| Афроамериканци    | 38 (30,9%) | 28 (24,6%) |
| Азијати           | 1 (0,8%)   | 0 (0,0%)   |
| Хиспаноамериканци | 0 (0,0%)   | 0 (0,0%)   |
| Укупно            | 123        | 114        |